# Sufražetka

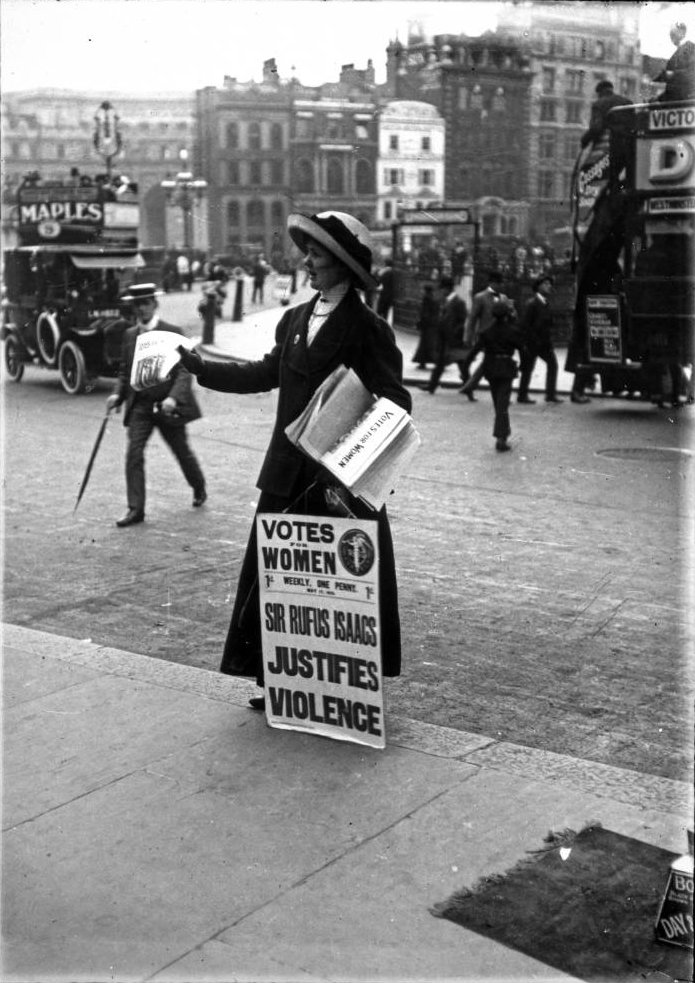
Britská sufražetka, okolo 1910

Sufražetka je označení radikální bojovnice za politická práva žen, zejména za rozšíření všeobecného hlasovacího práva (anglicky suffrage) i na ženy. (Ve starším českém tisku též psáno suffražetky nebo suffragetky.)

## Historie
Výzva k zavedení volebního práva žen se poprvé objevila ve Francii a Anglii již roku 1789, nebyla však vyslyšena.
Hnutí žen za volební právo vzniklo ve druhé polovině 19. století. Nejaktivnější byly ženy ve Spojeném království, kde vznikla roku 1866 organizace National Society for Women’s Suffrage (Národní spolek pro hlasovací právo pro ženy). Od roku 1879 vydávaly britské ženy časopis The Woman's Suffrage (Hlasovací právo ženy). Právě v těchto letech menší skupina žen založila komisi, která se snažila vyvíjet tlak na tehdejší parlament. Roku 1903 vznikla ve Spojeném království radikální organizace Women´s Social and Political Union (Ženská sociální a politická unie, zkráceně WSPU), jejímž členkám se začalo hanlivě říkat sufražetky. Ony však toto označení hrdě přijaly za své.
Ve Spojených státech amerických zorganizovala v roce 1848 Elizabeth Cady Stantonová první sjezd za práva žen v Seneca Falls (stát New York).

### Hladovky a nucená výživa

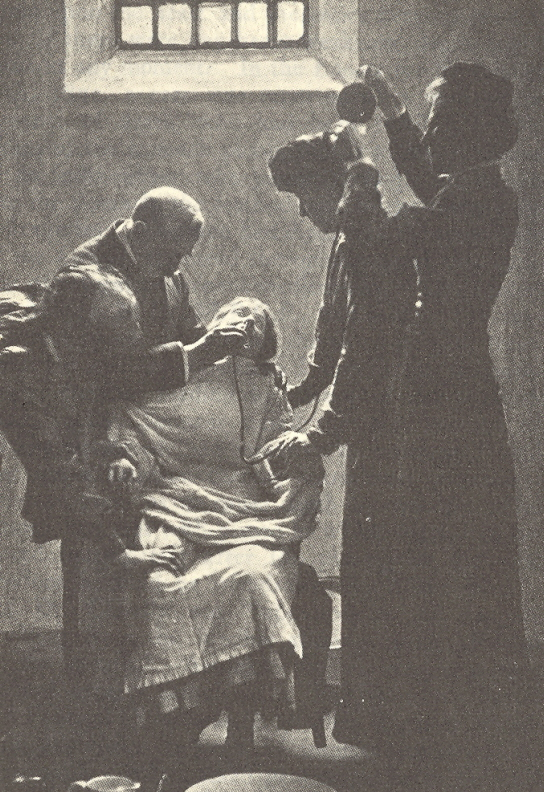
Nucená výživa vězněné sufražetky, Londýn, 1911

Pokud se britské sufražetky dostaly za své aktivity do vězení, uchylovaly se k využití protestní hladovky. Ta jim počátkem 20. století dokázala zajistit, že po určité době hladovění byly ze zdravotních důvodů z vězení propuštěny kvůli obavám úřadů, aby hladem nezemřely a nestaly se mučednicemi.
Později však úřady zaujaly tvrdší přístup a rozhodly se sufražetky donutit k přijímání potravy násilím.

### Sufražistky
Umírněné bojovnice za politická práva žen se po francouzském vzoru začaly od roku 1913 nazývat sufražistky. Označovat všechny ženské bojovnice za ženská práva pojmem sufražetky je tudíž nesprávné, ač k tomu v českém prostředí občas z neznalosti dochází. Rozdíl spočívá v užívaných metodách politického boje. Sufražetky na rozdíl od sufražistek používaly i metody, které umírněné feministky odmítaly, typu blokování dopravy, způsobování výtržností apod.

### V zemích Koruny české
V českých zemích byly ženy spíše umírněné. Aktivní i pasivní volební právo získaly ženy až po osamostatnění Československa. Poprvé v roce 1919 mohly volit a být voleny do obecních zastupitelstev a od roku 1920 i do parlamentu na základě ústavně garantované rovnosti mezi pohlavími.

## Dosažení cíle
Úplného volebního práva dosáhly britské ženy v roce 1918, ženy v USA v roce 1920.

## Sufražetky v českých zemích

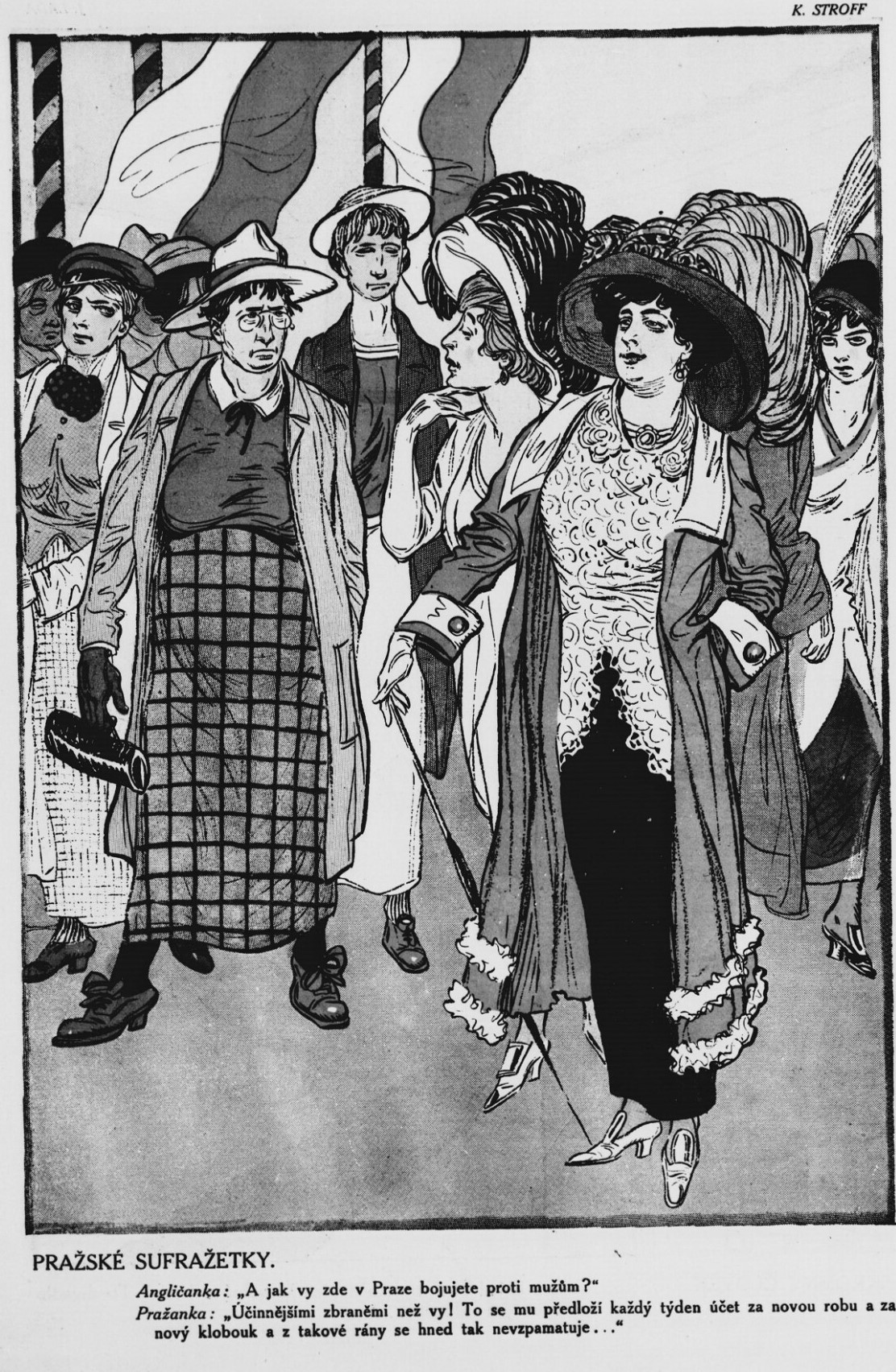
Karel Stroff: Pražské sufražetky (Humoristické listy, 1913)

Výraz sufražetka se v českém tisku objevoval od roku 1910. Po počátečních sympatiích k ženskému hnutí ve Velké Británii a USA byl tento pojem často zlehčován a zesměšňován. Sympatie ztrácely anglické sufražetky zřejmě pro násilné metody, byly zobrazovány jako bojovnice proti mužům. Úsilí o politické zrovnoprávnění karikovalo i divadlo (fraška Karla Jonáše Naše sufražetka, uvedená ve Vinohradském divadle v roce 1910).
Na rozdíl od Velké Británie pronikaly české ženy do politického života bez masových násilných akcí.
Volební právo žen volit a být voleny do obecních zastupitelstev bylo v Československu uzákoněno v roce 1919. Ústavou z roku 1920 pak byly ženy zrovnoprávněny, včetně volebního práva.

## Galerie

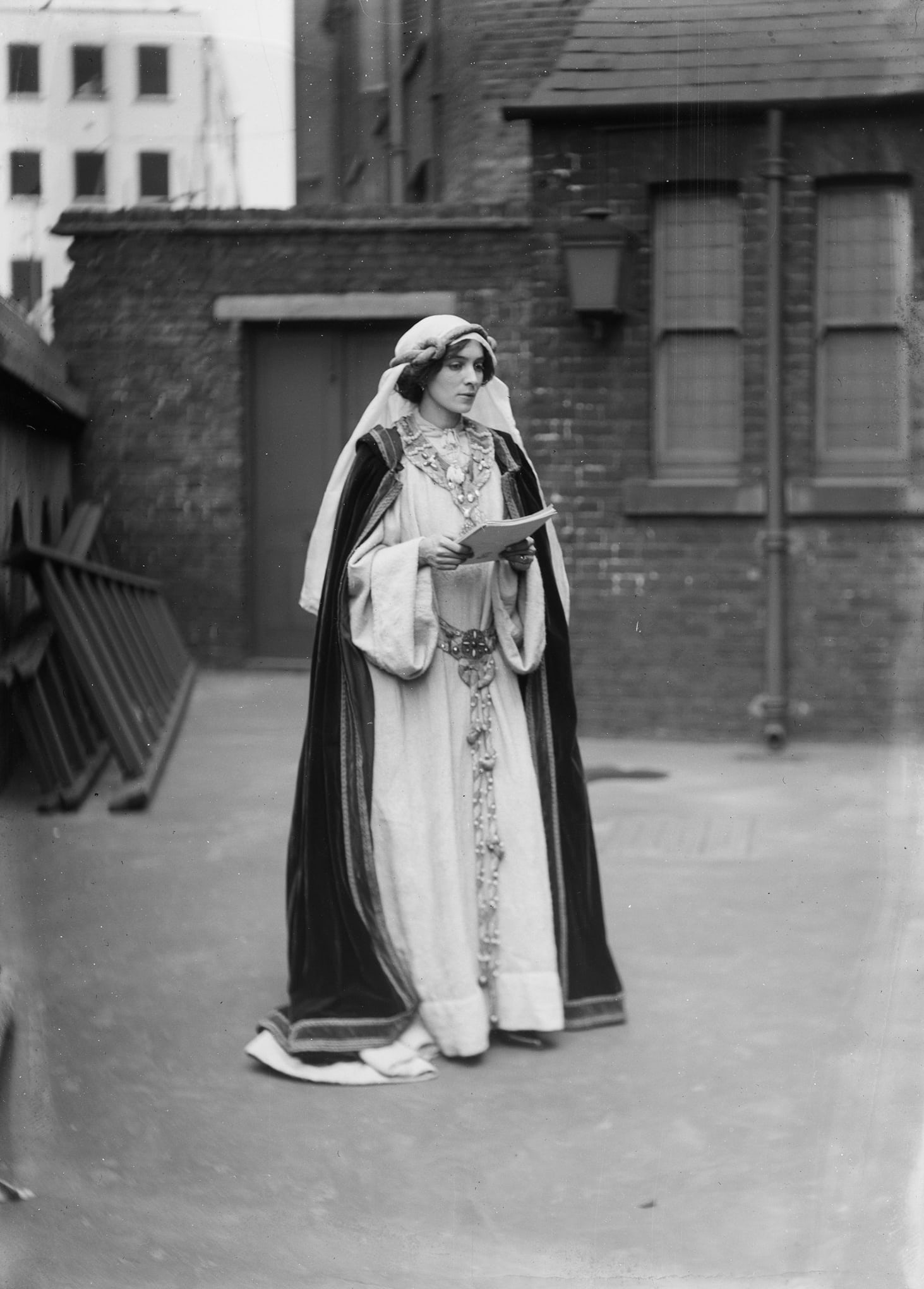
Christina Broom: Sufražetka v kostýmu na veletrhu pořádaným Ligou žen svobody, 1909
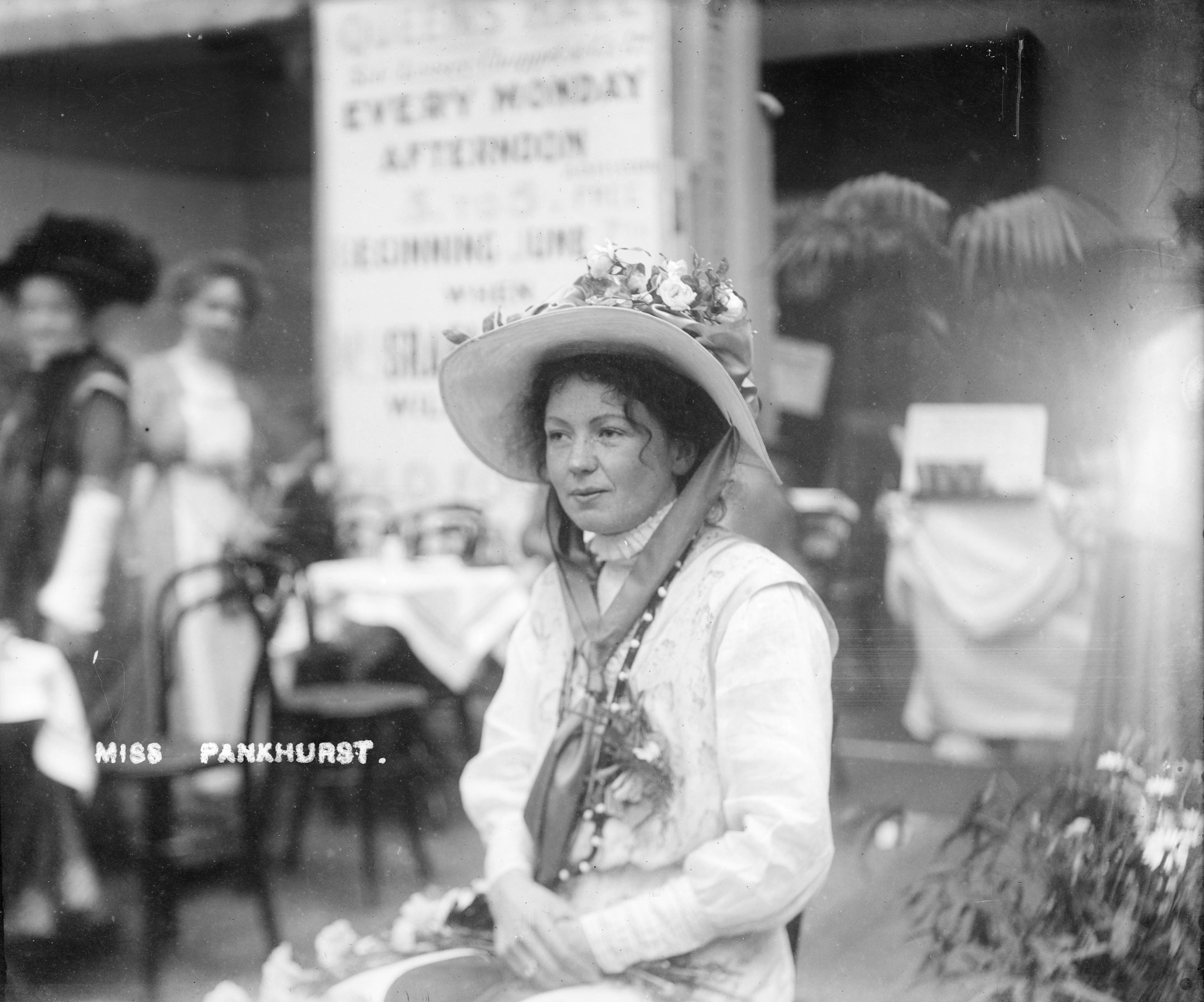
Christina Broom: Slečna Christabel Pankhurst, spoluzakladatelka Sociální a politické unie žen, 1909
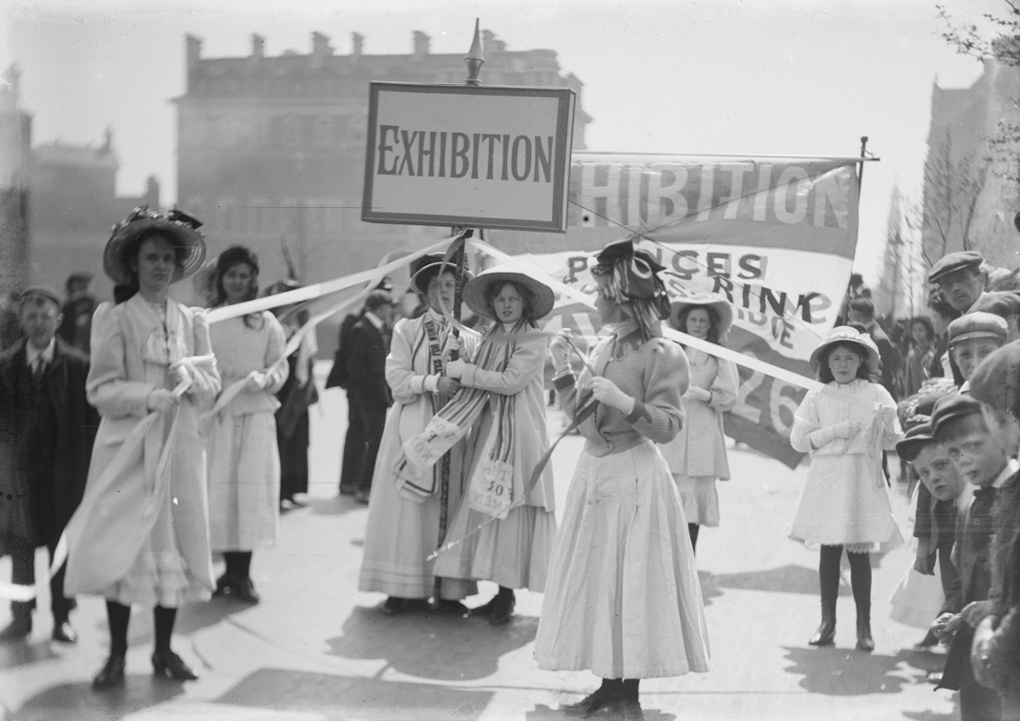
Christina Broom: Mladší sufražetky propagující ženskou výstavu, květen 1909
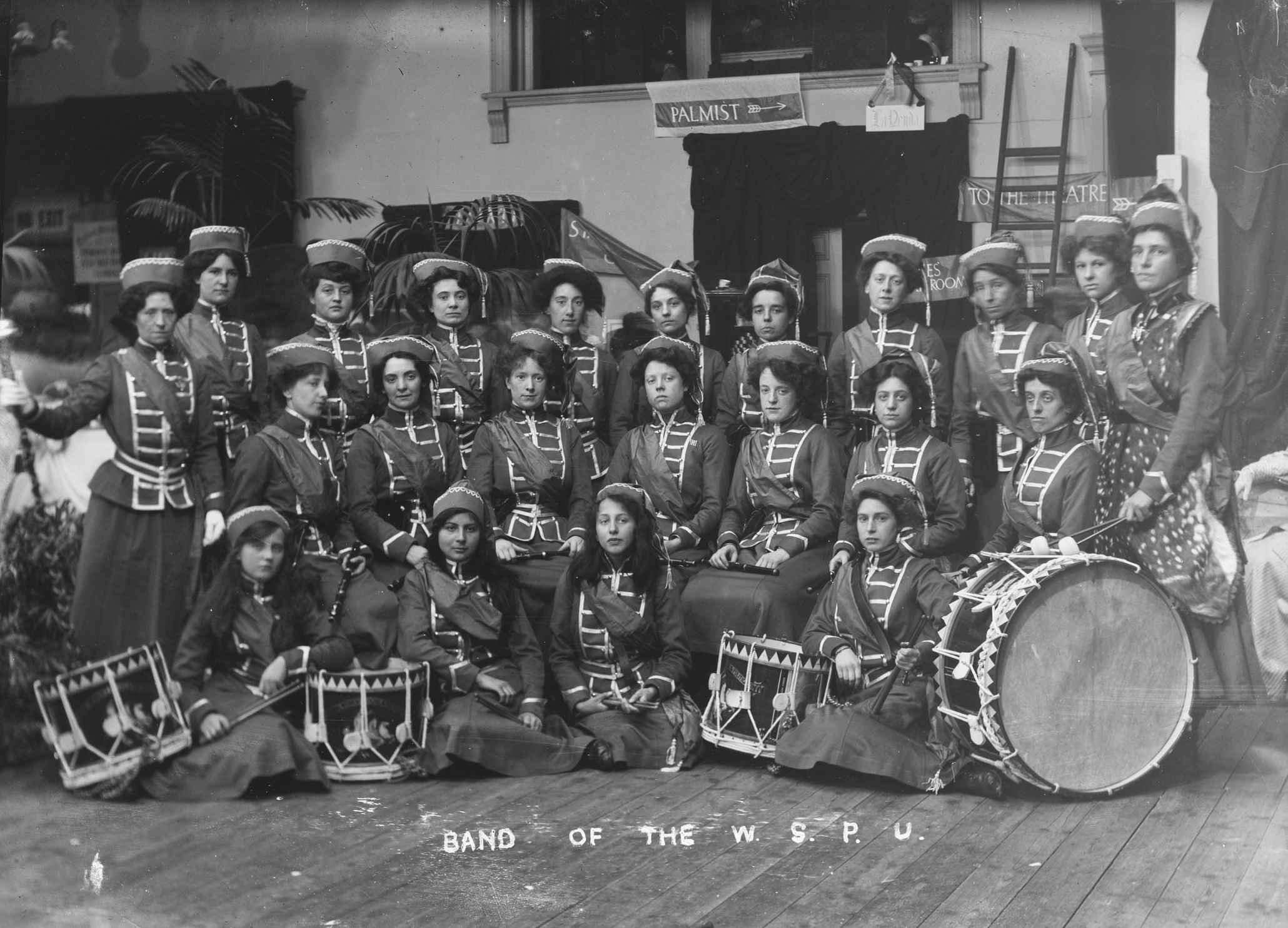
Christina Broom: Dámská společenská a politická unie, bubenická a pikolová kapela na výstavě žen, 1909
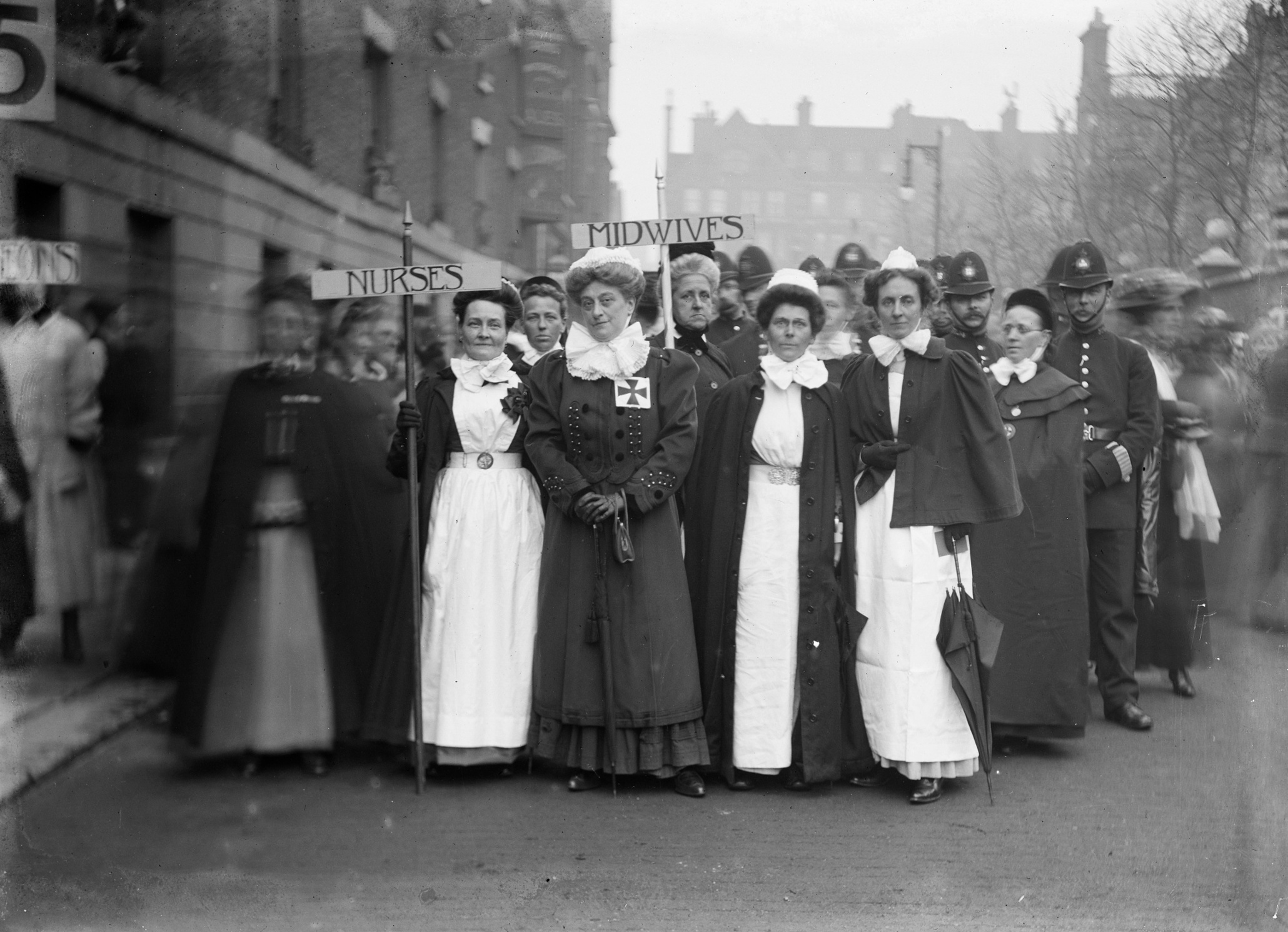
Christina Broom: Sestry a porodní asistentky pochodují do Royal Albert Hall, Londýn, duben 1909
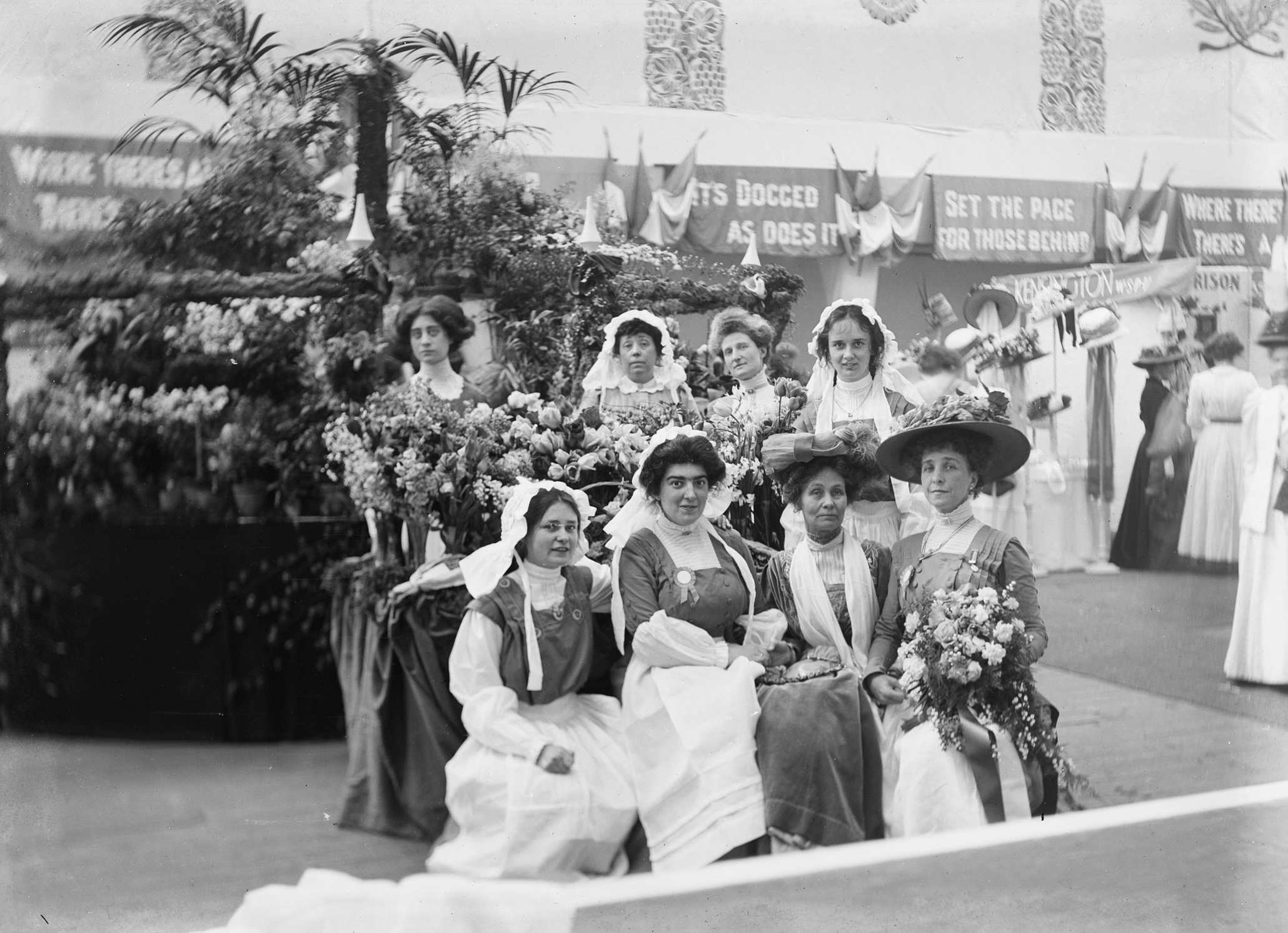
Christina Broom: Vůdkyně Sufražetek Emmeline Pankhurst (první řada, třetí zleva) u květinového stánku během Ženské výstavy, Londýn, květen 1909
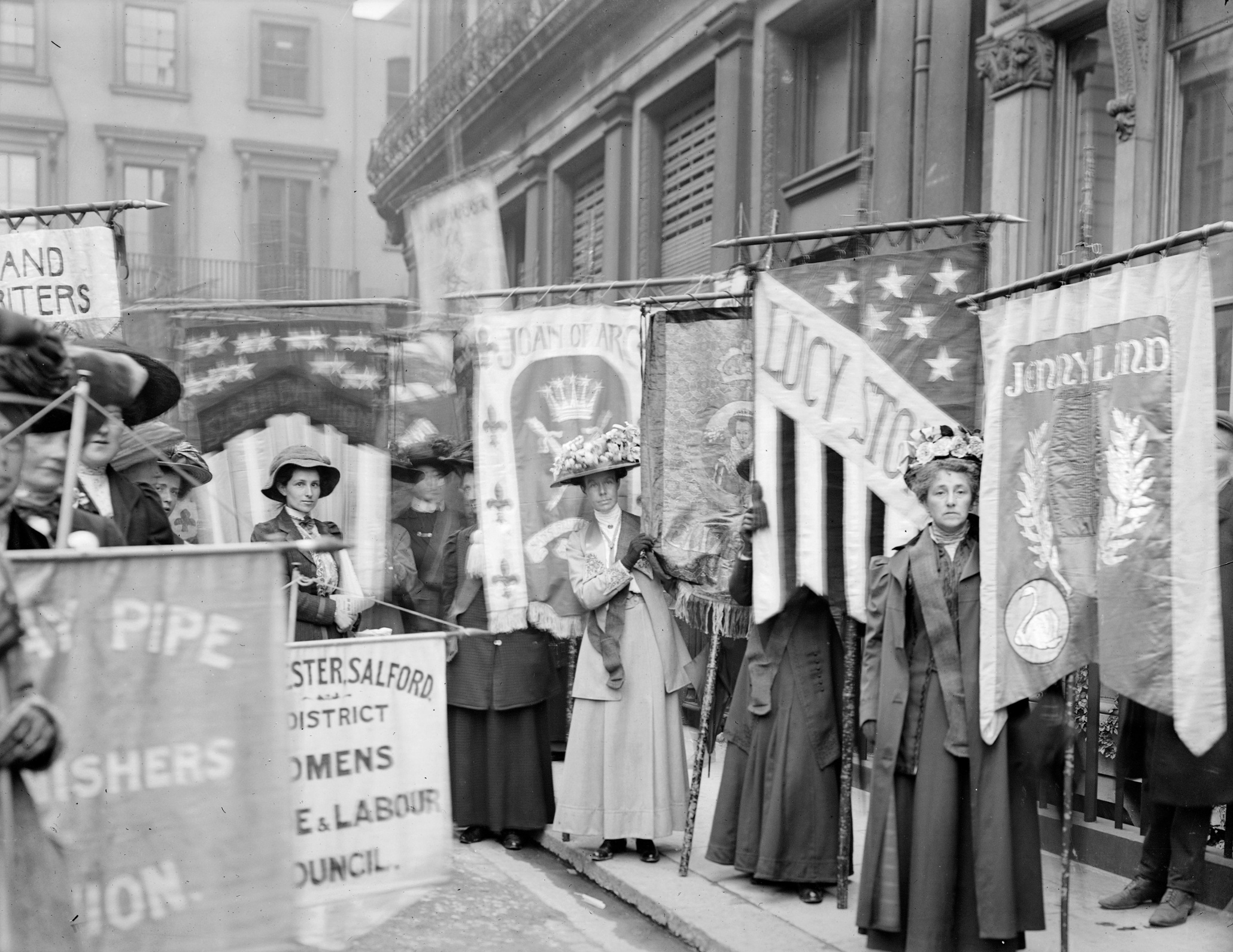
Christina Broom: Sufražetky během přehlídky National Union of Women’s Suffrage Societies, červen 1908
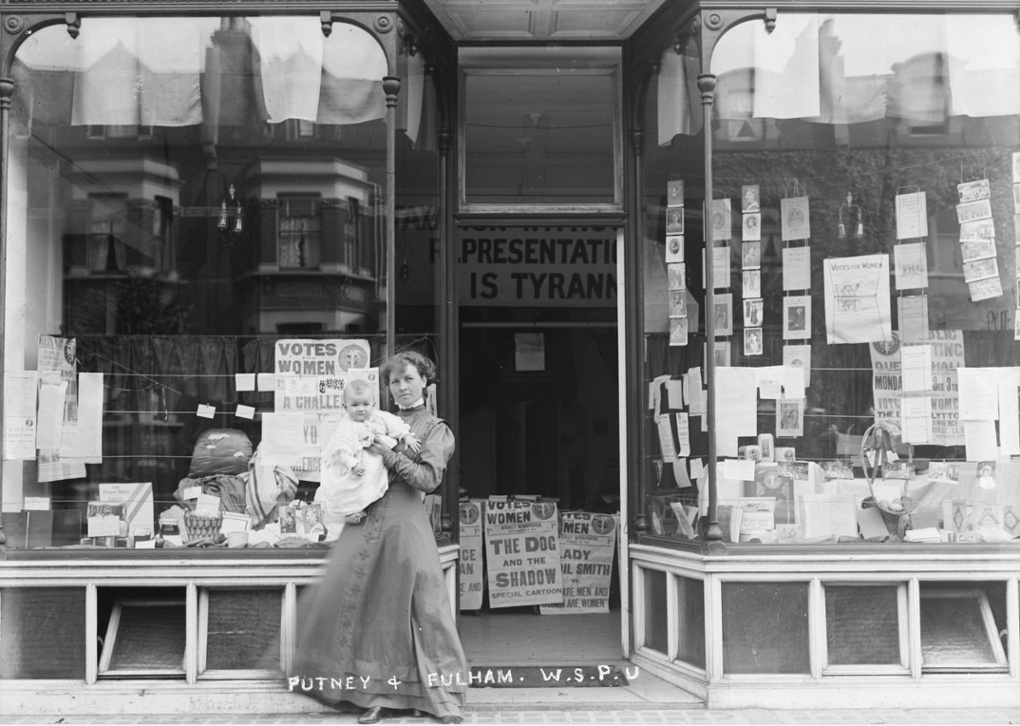
Christina Broom: Putney a Fulham před obchodem a kanceláří WSPU, Londýn, 1910
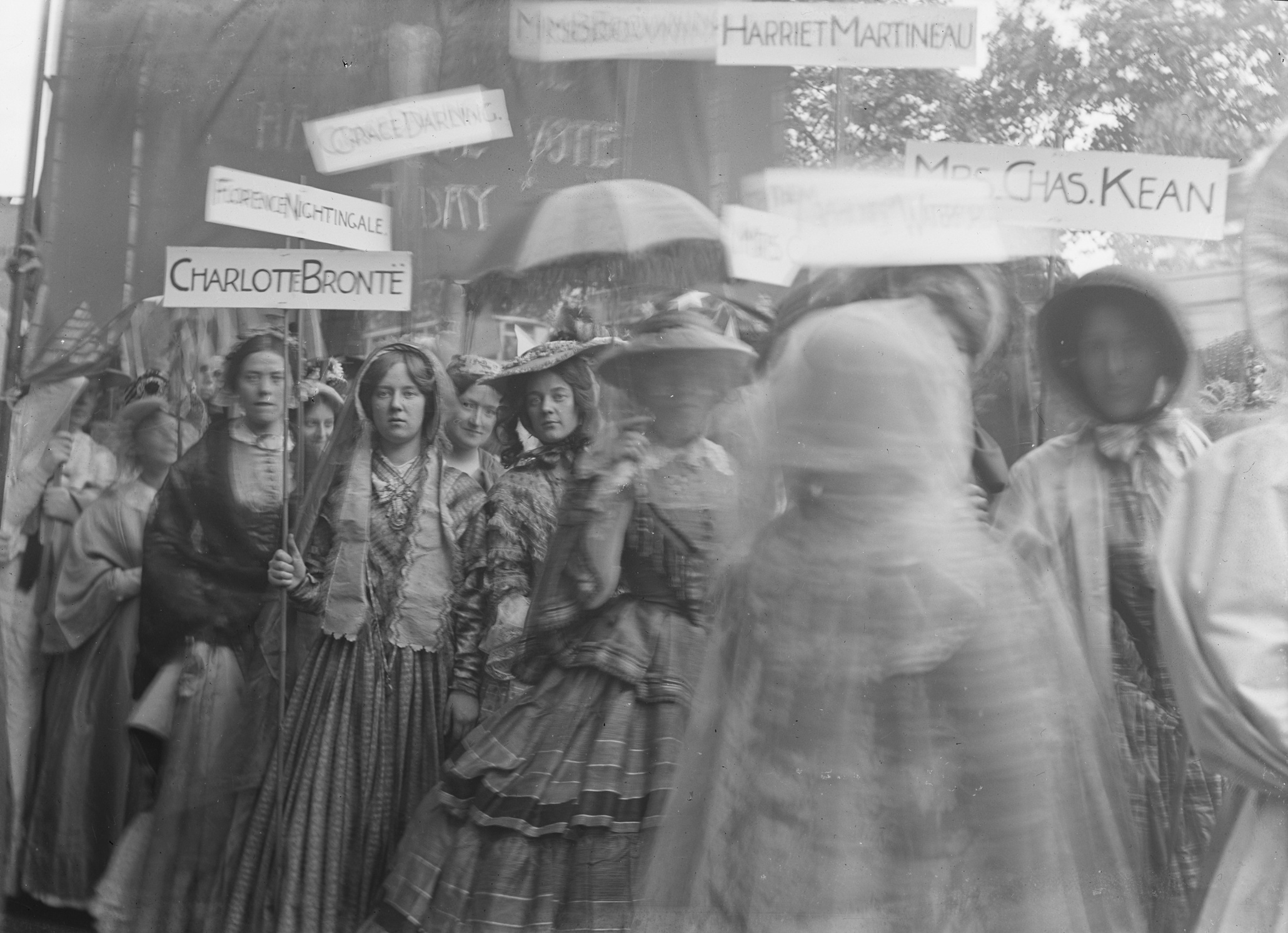
Christina Broom: Průvod korunovace žen, červen 1911